# Cyperus floribundus
Cyperus floribundus är en halvgräsart som först beskrevs av Georg Kükenthal, och fick sitt nu gällande namn av R.Carter och Stanley D. Jones. Cyperus floribundus ingår i släktet papyrusar, och familjen halvgräs. Inga underarter finns listade i Catalogue of Life.